# Camp de Beverlo
El Camp de Beverlo (neerlandès: Kamp Beverlo) va ser una instal·lació militar al municipi de Leopoldsburg a Bèlgica; uns 75 km al nord-oest d'Anvers, construït des de 1835. Va ser el primer campament d'Europa on la cavalleria, la infanteria i l'artilleria podien entrenar juntes en un mateix lloc.
Es va construir a partir de 1835 per al recentment creat exèrcit belga, concebut per a protegir el jove estat contra una eventual invasió dels neerlandesos. Al lloc del primer campament, fet de trinxeres i forticicions elementals, més tard es va construir el municipi, en un conjunt amb aspecte de parc que a més de l'estat major, havia d'albergar el personal civil del campament. El 12 de juny de 1857 s'hi va estrenar el Canal de Beverlo, que connecta el camp amb l'aleshores molt important conca minera siderúrgica de Lieja i el Port d'Anvers. Com a enllaç logístic militar va perdre pes quan el 1878 es va construir la línia de ferrocarril.
A poc a poc s'anà ampliant i a la vetlla de la Primera Guerra Mundial era el camp militar més gran i modern d'Europa. Tenia una capacitat de 40.000 militars i 4.000 cavalls. Durant la Primera Guerra Mundial les tropes belgues van atacar els invasors alemanys i molts van morir en el combat, fins que el que romania de l'exèrcit es va retreure darrere del front de l'IJzer. El alemanys van ocupar el camp i continuar-ne la modernització per fer-ne una base permanent.
El 1920 les instal·lacions van acollir les proves de pistola i rifle del programa de tir dels Jocs Olímpics d'Anvers.
Durant l'ocupació de la Segona Guerra Mundial després de la batalla de França, els alemanys el van transformar en camp per a entrenar desenes de milers de soldats abans d'estacionar-les a tot Europa. S'hi van entrenar des de 1943 uns membres de les Joventuts Hitlerianes de la 12a Divisió Panzer SS Hitlerjugend. Al mateix temps, van utilitzar el camp com a presó de milers de presoners polítics i lloc d'execució per als que s'oposaven al règim nazi.
El camp va ser bombardat el 1940 per alemanys i el 1944 pel aliats. Després de la guerra, col·laboradors belgues hi van ser internat per a netejar la runa. Va ser reconstruït de 1947-1953. El 2009 hi queden uns quatre mil militars permanents i uns cinc-cents de visitants. Continua tenint una funció com zona d'entrenament per l'artilleria. Uns edificis van rebre una funció museal. Des dels anys 1980 l'exèrcit col·labora amb associacions de protecció de la natura per a la conservació i la restauràcia del paisatge de landa (bruguera).